# Politeia (Griekse oudheid)
Politeia (Oudgrieks πολιτεία), afgeleid van polis, betekent zoveel als staatsregeling. Deze verschilde van polis tot polis en de definitie van polites (Oudgrieks πολίτης) konden dan ook veel verschillen. Aristoteles geeft ons een strikte definitie van polites:

πολίτης δ' ἁπλῶς οὐδενὶ τῶν ἄλλων ὁρίζεται μᾶλλον ἢ τῷ μετέχειν κρίσεως καὶ ἀρχῆς.

Een burger is niet anders te definiëren dan als iemand die deelneemt aan de rechtspraak en in het bestuur.

Hij onderscheidde ook twee soorten wetgeving bij Solon: politeia (πολιτεία: "staatsregeling") en nomoi (νόμοι: wetten) (het hoeft gezegd te worden dat dit een louter theoretische indeling was en niet door Solon bedacht).